# Política interna
Política interna o doméstica. Se utiliza en el lenguaje periodístico y en la literatura política para hablar de las decisiones internas de un gobierno, aquellas que se manejan únicamente en el interior de este,  es el asuntos del país, diferenciadas de su política externa, que es la que se refiere a las relaciones del país, intereses nacionales, relaciones con otros países y con organismos internacional
También se emplea para designar los asuntos particulares de un partido, organización social o corporación, o las orientaciones que sus integrantes tienen frente a los otros y con respecto a la conducción general de la misma empresa o agrupación dentro de un país o nación.
- Datos: Q1573035
- Multimedia: Domestic policy / Q1573035